# Kyle Lafferty
Kyle Lafferty, född 16 september 1987 i Enniskillen, Nordirland, är en nordirländsk fotbollsspelare som spelar för skotska Johnstone Burgh.

## Klubbkarriär
Den 28 juni 2017 värvades Lafferty av skotska Heart of Midlothian, där han skrev på ett tvåårskontrakt.
Den 10 januari 2020 värvades Lafferty av Sunderland, där han skrev på ett halvårskontrakt. I juli 2020 värvades Lafferty av italienska Serie B-klubben Reggina. I februari 2021 skrev han på ett korttidskontrakt med skotska Kilmarnock.
Den 20 juni 2021 värvades Lafferty av cypriotiska Anorthosis Famagusta, där han skrev på ett ettårskontrakt.

## Landslagskarriär
Kyle Lafferty spelade i EM-kvalet mot Sverige på Råsunda.